# Élections législatives danoises de 1988
Des élections législatives ont lieu au Danemark le 10 mai 1988.

## Contexte
À la suite des élections précédentes, le conservateur Poul Schlüter se maintient au poste de Premier ministre à la tête d'un gouvernement de coalition rassemblant le Parti populaire conservateur, la Venstre, les Démocrates du centre et les Chrétiens démocrates.

## Système électoral
Les 179 députés du Folketing sont élus au suffrage universel direct pour un mandat de quatre ans via un système électoral mixte associant un scrutin proportionnel plurinominal dans le cadre de circonscriptions associé à une répartition par compensation.
Les 179 députés sont répartis comme suit, :
- 175 pour le Danemark propre ;
- 2 pour les Îles Féroé ;
- 2 pour le Groenland.

## Résultats
| Parti                          | Parti                          | Leader                         | Voix    | %     | Députés | Évolution |
| ------------------------------ | ------------------------------ | ------------------------------ | ------- | ----- | ------- | --------- |
| Danemark propre                |                                |                                |         |       |         |           |
|                                | Social-démocratie              | Svend Auken                    | 992 682 | 29.8  | 55      | +1        |
|                                | Parti populaire conservateur   | Poul Schlüter                  | 642 048 | 19.3  | 35      | -3        |
|                                | Parti populaire socialiste     | Gert Petersen                  | 433 261 | 13    | 24      | -3        |
|                                | Venstre                        | Uffe Ellemann-Jensen           | 394 190 | 11.8  | 22      | +3        |
|                                | Parti du progrès               | Pia Kjærsgaard                 | 298 132 | 9     | 16      | +7        |
|                                | Parti social-libéral danois    | Niels Helveg Petersen          | 185 707 | 5.6   | 10      | -1        |
|                                | Démocrates du centre           | Erhard Jakobsen                | 155 464 | 4.7   | 9       | -         |
|                                | Chrétiens démocrates           | Flemming Kofod-Svendsen        | 68 047  | 2.0   | 4       | -         |
|                                | Cours commun                   | Preben Møller Hansen           | 62 263  | 1.9   | 0       | -4        |
|                                | Les Verts                      | -                              | 62 263  | 1.9   | 0       | -         |
|                                | Parti communiste du Danemark   | Ole Sohn                       | 27 439  | 0.8   | 0       | -         |
|                                | Socialistes de gauche          | -                              | 20 303  | 0,6   | 0       | -         |
| Total (Participation : 85.7 )  | Total (Participation : 85.7 )  |                                |         | 100,0 | 175     |           |
| Groenland                      |                                |                                |         |       |         |           |
|                                | Siumut                         |                                | 8 415   | 40,1  | 1       | =         |
|                                | Atassut                        |                                | 8 135   | 38,7  | 1       | =         |
|                                | Inuit Ataqatigiit              |                                | 3 628   | 17,3  | 0       | =         |
|                                | Parti polaire                  |                                | 4 909   | 21,7  | 0       | =         |
| TOTAL (participation : 57,9 %) | TOTAL (participation : 57,9 %) | TOTAL (participation : 57,9 %) | 22 168  | 100   | 2       |           |
| Îles Féroé                     |                                |                                |         |       |         |           |
|                                | Parti du peuple                |                                | 5 655   | 24,7  | 1       | =         |
|                                | Parti de l'union               |                                | 5 597   | 24,4  | 1       | +1        |
|                                | Parti social-démocrate         |                                | 4 861   | 21,2  | 0       | -1        |
|                                | Parti républicain              |                                | 4 690   | 20,5  | 0       | =         |
|                                | Parti de l’auto-gouvernement   |                                | 897     | 3,9   | 0       | =         |
|                                | Parti chrétien populaire       |                                | 891     | 3,9   | 0       |           |
|                                | Parti du progrès               |                                | 321     | 1,4   | 0       |           |
|                                | Indépendants                   |                                | 309     | 1,2   | 0       |           |
| TOTAL (participation : 70,3 )  | TOTAL (participation : 70,3 )  | TOTAL (participation : 70,3 )  | 23 012  | 100   | 2       |           |